# Dichapetalum donnell-smithii
Dichapetalum donnell-smithii är en tvåhjärtbladig växtart som beskrevs av Adolf Engler. Dichapetalum donnell-smithii ingår i släktet Dichapetalum och familjen Dichapetalaceae. Utöver nominatformen finns också underarten D. d. chiapasense.